# Post (Texas)
Pour les articles homonymes, voir Post.
La ville de Post est le siège du comté de Garza, dans l’État du Texas, aux États-Unis. Lors du recensement de 2010, sa population s’élevait à 5 376 habitants.

## Source
- (en) Cet article est partiellement ou en totalité issu de l’article de Wikipédia en anglais intitulé « Post, Texas » (voir la liste des auteurs).